# André Fierens
André Joseph Fierens (ur. 8 lutego 1898 w Antwerpii, zm. 12 stycznia 1972) – belgijski piłkarz występujący podczas kariery na pozycji pomocnika. Złoty medalista z Antwerpii.

## Życiorys
Fierens grał w takich klubach jak Beerschot VAC, Boom FC czy też Eendracht Aalst.
Debiut w reprezentacji Belgii zaliczył 29 sierpnia 1920 roku w ćwierćfinałowym meczu Letnich Igrzysk Olimpijskich 1920 przeciwko reprezentacji Hiszpanii. Belgowie wygrali ten mecz, a następnie cały turniej. Brał udział z drużyną także na Letnich Igrzyskach Olimpijskich 1924, lecz tam polegli już w pierwszej rundzie z reprezentacją Szwecji. Ogólnie w kadrze zaliczył 24 występy.

### Występy w reprezentacji w danym roku
| Repreezentacja | Rok     | Mecze | Bramki |
| -------------- | ------- | ----- | ------ |
| Belgia         | 1920    | 3     | 0      |
| Belgia         | 1921    | 4     | 0      |
| Belgia         | 1922    | 4     | 0      |
| Belgia         | 1923    | 5     | 0      |
| Belgia         | 1924    | 4     | 0      |
| Belgia         | 1925    | 4     | 0      |
| Ogólnie        | Ogólnie | 24    | 0      |